# David Sviben
David Sviben, slovenski nogometaš, * 30. september 1989, Ljubljana.
Sviben je nekdanji profesionalni nogometaš, ki je igral na položaju vezista. V svoji karieri je igral za slovenske klube Domžale, Šenčur, Radomlje, Primorje, Zarico Kranj in Ivančno Gorico ter avstrijska Wietersdorf in Wernberg. Skupno je v prvi slovenski ligi odigral šest tekem, v drugi slovenski ligi pa je odigral 44 tekem in dosegel šest golov.